# Celle (Baixa Saxônia)
Celle é uma cidade da Alemanha capital do distrito de Celle, estado de Baixa Saxônia. A cidade situa-se a 120 km ao sul de Hamburg e foi mencionada pela primeira vez em 986.
Era conhecida como Ocelo (Ocelum) durante o período romano.